# David Lindsay, 1.º Duque de Montrose
David Lindsay, 1.º Duque de Montrose (1440 – 25 de dezembro de 1495) foi um nobre escocês.
Montrose era filho de Alexander Lindsay, 4.º Conde de Crawford, e herdou o Condado de Crawford após a morte de seu pai em 1453. Durante sua carreira política, ocupou os cargos de Lorde Alto Almirante da Escócia, Mestre da Casa Real, Grande Camareiro e Justiciar. Ele foi frequentemente como embaixador na Inglaterra.
Em 1488, ele foi nomeado Duque de Montrose, o primeiro escocês sem sangue real a receber um ducado. Montrose conquistou o favor de Jaime III ao permanecer leal ao rei durante a rebelião de seu filho , o príncipe Jaime. Montrose foi privado de seu ducado por Jaime IV quando ele ascendeu ao trono mais tarde naquele ano, mas ele foi restaurado em 1489 apenas para o reinado vitalício. Com sua morte em 1495, o título foi extinto,  embora o condado continue até hoje.

## Família
Montrose se casou com Elizabeth Hamilton, filha de James Hamilton, 1.º Lorde Hamilton, em 1459. Eles tiveram três filhos antes de se divorciarem na década de 1480.
- Alexander Lindsay, Mestre de Crawford (1485 – 16 de setembro de 1489)
- Elizabeth Lindsay (nascida em 1495)
- John Lindsay, 6.º conde de Crawford (c. 1495–1513)